# Das Haus Anubis – Pfad der 7 Sünden
Das Haus Anubis – Pfad der 7 Sünden ist ein deutscher Kinderfilm aus dem Jahr 2012. Der Fantasyfilm basiert auf der gleichnamigen Mystery-Serie.

## Handlung
Nachdem Daniel seiner Freundin Nina einen Ring geschenkt hat, der seine unendliche Liebe zu ihr beweist, öffnet sich ein magisches Tor zu einer fantastischen, mittelalterlichen Welt. Nina wird von dem unheimlichen Ritter Roman verschleppt und Daniel folgt ihnen gemeinsam mit seinen Freunden durch ein magisches Portal. Sie machen sich auf den gefährlichen „Pfad der 7 Sünden“, um Nina zu retten. Es kommt zu Gefahren und sieben schwierigen Rätseln der 7 Todsünden. Hierbei helfen ihm alle seine Freunde aus dem Internat. Nacheinander scheitern die Freunde an den Prüfungen, bis nach der letzten Prüfung nur noch Daniel übrig ist. Er rettet Nina und alle 9 Freunde kehren ins Internat zurück.
Die Handlung des Films hat keinen Einfluss auf die Handlung der Serie.

## Kritik
„Der klischeehaft entwickelte, statisch inszenierte Fantasy-Verschnitt bedient sich einschlägiger Genrevorbildler, ohne etwas Eigenständiges auf die Beine zu stellen.“

„Und wieder ein erfolgreiches Serienformat, dass [sic] den Sprung ins Kino wagt. Doch wie so oft wirkt auch dieser Versuch zu aufgesetzt und zu sehr auf Spielfilmlänge gestreckt. Die Ideen der Fantasiewelt sind ebenso bekannt wie der Ausgang der Geschichte. Immerhin ist das Ganze für eine deutsch-belgische Koproduktion recht ordentlich gemacht. Das ist zwar nicht sonderlich spannend, aber die Serienfans dürften halbwegs zufrieden sein.“

## Produktion
Am 9. Mai 2011 wurde bekannt gegeben, dass es einen Kinofilm geben wird. Die Dreharbeiten, die in Belgien stattfanden, begannen am 3. Mai 2011 und dauerten bis zum Juli des Jahres an. Außerdem wurden Collien Ulmen-Fernandes, Bert Tischendorf  und der Sänger und Rapper Smudo für den Kinofilm verpflichtet.
Im Film wird die Rolle des Felix Gaber von Florian Prokop verkörpert, obwohl die Rolle ab November 2011 von Mitja Lafere dargestellt wurde.

## Veröffentlichung
Der Film erlebte am 19. April 2012 in den deutschen Kinos seine Premiere. Am Startwochenende wurde der Film von 35.000 Zuschauern gesehen.
Der Film erschien als Roman, Hörspiel, Hörbuch und auf DVD.

## Musik
Wie bereits vorher im Anubis-Magazin bekannt gegeben, wurde der Song Pfad der 7 Sünden für den Film erneut aufgenommen. Der Song Pfad der 7 Sünden, gesungen von Marc Dumitru, wurde am 23. März 2011 gemeinsam mit dem Song Du (gesungen von Schmidt) als Single veröffentlicht.